# Montbazon
Montbazon je naselje in občina v osrednjem francoskem departmaju Indre-et-Loire, regije Center. Leta 2009 je naselje imelo 3.904 prebivalce.

## Geografija
Kraj leži v pokrajini Touraine ob reki Indre, 14 km južno od središča Toursa.

## Uprava
Montbazon je sedež istoimenskega kantona, v katerega so poleg njegove vključene še občine Artannes-sur-Indre, Monts, Pont-de-Ruan, Sorigny, Veigné in Villeperdue s 23.212 prebivalci.
Kanton Montbazon je sestavni del okrožja Tours.

## Zanimivosti
Montbazon je vmesna postaja na romarski poit v Santiago de Compostelo, Via Turonensis.
- srednjeveški grad trdnjava - donžon de Montbazon iz 10. stoletja, zgraditi ga je dal anžujski grof Fulko III. Črni. Proti koncu 15. stoletja je pristal v rokah plemiške družine Rohan. Vrh donžona je bil leta 1866 postavljen kip božje matere Marije z Jezusom v naročju, visok 9,5 metra[2].
- notredamska cerkev,
- most na reki Indre iz sredine 18. stoletja,
- noklasicistični dvorec Château d'Artigny iz 20. let 20. stoletja.

## Vir
1. ↑  »Populations légales 2016«. Nacionalni inštitut za statistične in gospodarske raziskave. Pridobljeno 25. aprila 2019.
2. ↑  Montbazon : Donžon